# Castillon (Hautes-Pyrénées)
Castillon település Franciaországban, Hautes-Pyrénées megyében. Lakosainak száma 76 fő (2022. január 1.). Castillon Cieutat, Bettes, Argelès-Bagnères, Bonnemazon, Bourg-de-Bigorre és Uzer községekkel határos.

## Népesség
A település népességének változása:
| Lakosok száma | 78   | 78   | 81   | 83   | 83   | 82   | 82   | 79   | 76   |
|               | 2013 | 2015 | 2016 | 2017 | 2018 | 2019 | 2020 | 2021 | 2022 |